# 응수타진
응수타진은 다음 수의 향방(방향)을 결정하기 전에 먼저 상대방의 뜻을 묻는 착수법이자 바둑 전술이다. 상대의 반응 여하에 따라 자신의 후속수단을 결정하는 것이다.